# ヒロシ
ヒロシ（1972年1月23日 - ）は、日本のお笑いタレント、漫談師、俳優、ベーシスト、YouTuber、実業家。ヒロシ・コーポレーション所属兼代表取締役。熊本県荒尾市出身。九州産業大学商学部商学科卒業。身長172cm、血液型O型。本名は齊藤 健一（さいとう けんいち）。

## 人物
- 趣味はキャンプ、キャンプグッズ集め、旅行、釣り、家庭菜園、熱帯魚飼育、ベースギター演奏（パンクロックが好き）。
- 小型船舶操縦免許取得。
- 愛車はスズキ・ジムニーとカワサキ・250SSマッハⅠ。
- 喫煙者で、主にセブンスターを愛煙している。
- 酒は飲めない。

## 来歴

### 生い立ちからデビューまで
福岡県大牟田市で生まれ、熊本県荒尾市で育つ。実家は万田坑のそばで、父は炭鉱マンだった。本名の「健一」は「健康第一」という願いを込めてつけられたもので、弟・康次（診療放射線技師をしている）と一字ずつとって合わせると「健康」となる。ヒロシ曰く、「同じ熊本とは思えない」と言われるほどの地域に住んでいた。炭鉱の街の炭鉱住宅に住み、みな生活レベルが同じだったため、貧富の差を感じたことが無かったが、中学生の時、神奈川県に住むいとこが遊びに来た際に、「汚いから」という理由でヒロシの家に泊まらずホテルを利用したことから、初めて自分の家が貧しいということを知った。1981年の秋、ヒロシが小学4年生の時、父親が仕事中の落盤事故で左ももから下を失った。炭鉱の落盤事故は珍しいことではなく、近所を歩けば片足を失った炭鉱マンと頻繁にすれ違っていたヒロシにとって見慣れていたが、父親が左脚を失った現実はなかなか受け入れることが出来なかったと語っている。父はその後、炭鉱の保健課の事務職として働いていた。父は読書家で教養のある人物だった。勉強に関しては厳しく、ヒロシが宿題で分からないところがあると叱られたり、家の外に締め出されることもあった。ヒロシ自身も、父が勉強に厳しかった理由は自分のように危険な仕事ではなく、大学を出て安定した企業でサラリーマン生活を送るという道を息子に歩ませたかったのではないかと考えている。反面、父は身体を使う仕事に誇りを持っており、ヒロシが高校生の時に、飲食店の皿洗いのアルバイトをすると激怒して辞めさせたが、土木作業や駐車場整理のアルバイトは応援してくれた。
ヒロシが小学生の頃、漫才ブームの真っただ中で、特に好きだったのがツービートの漫才だった。「芸人」という職業に衝撃を受け、自然と憧れの気持ちが強くなったのもこの頃だった。小学生の時、家族に頼み込んでなんばグランド花月に行き、初めて生のお笑いライブを観劇。その中でひときわ面白かったのが、全国区になる前のダウンタウンで、劇場の外で待つ多くの女性ファンを見て、「お笑いで頑張ればこんなにモテるんだな」と衝撃を受けた。小学生時代のヒロシは暗くいじめられっ子で、担任教師にさえ嫌われていた。中学は地元の荒尾市立荒尾第三中学校に進学。中学3年生の時の三者面談で、初めて「芸人になりたい」と打ち明けたが、教師に軽くあしらわれた。
熊本県立荒尾高等学校卒業後、指定校推薦で九州産業大学商学部商学科に進学。大学1年生の時、ヒロシは男友達2人を誘ってトリオ「貴族」を結成し、吉本興業が主催するお笑いオーディション番組『激辛!?お笑いめんたい子』（テレビ西日本）に応募。テレビ熊本で行われた熊本予選に参加するが不合格。折しも大卒のため就職氷河期の始まりの時期と重なり、就職活動で大阪府や福岡県などの企業を数社受けたが全滅。就職が決まらないまま大学を卒業し、実家に帰りしばらくダラダラとした生活を送る。その後見かねた両親が知人の伝手で保険会社に就職させ損害保険の営業の仕事に就くも、極度に人見知りの性格であったため、営業の仕事が務まらずサラリーマン生活自体不向きだと考えるようになり、入社から半年後、身内を一通り保険に加入させたところで退職した。23歳のとき、再び『激辛!?お笑いめんたい子』のオーディションに挑戦。前回一緒に出場した男友達2人には断られたため、1人で出場し、中森明菜や近藤真彦の物真似を披露。結果は不合格だったが、福岡吉本のスタッフが不合格者の中からどうしてもお笑い芸人になりたい人を募った。前回出場したときも同じような声かけはあったが、その時は勇気がなく手を挙げられなかった。しかし、2度目の挑戦のときは会社員として挫折を経験していたため、ヒロシも「もう逃げ道はない」という強い気持ちでそのスタッフに連絡した。

### お笑い芸人

#### 福岡吉本時代
しばらくするとナインティナインが出演するイベントに呼ばれ、芸人になるきっかけができたと喜んでいたが、実際にやらされた仕事はチケットのもぎりであった。その後も、雑用係としてイベント会場に呼ばれる日々が続いた。不安になっていたある日、突然「ライブをやるからネタを作ってこい」と言われた。そのとき残っていたのは十数組だけで、後の「福岡吉本6期生」として同期となるメンバーであった。その中には、佐藤哲夫（パンクブーブー）、スパローズなどがいた。ネタ披露は福岡吉本の所長がいる中で行われた。ヒロシ自身もネタの詳細は覚えていないが、下品な下ネタを含むネタを披露したところ、所長に激怒されスリッパを投げつけられた。ネタを酷評されたことからピン芸人としてやっていくことに不安を感じ、元々漫才師を目指していたこともあり、コンビを組みたいという気持ちが強くなっていった。早速、同期に声をかけコンビを結成するが、当時思い切ったことをやれば売れると勘違いしていたヒロシは、その相方に拒絶され、舞台に一度も上がることなくわずか1ヶ月で解散。その後は3人組でコントを披露し、そこそこ評判が良かったものの、短期間で解散した。そして、ツッコミが上手そうだった友納一彦を誘い、「ベイビーズ」を結成し、落ち着いた。ヒロシがあがり症で大きな声を出したい気持ちが強かったため、ベイビーズ時代はキレ芸をしていた。ライブではそこそこウケるものの一向に売れる気配がなく、事務所からの評価も最悪だったことから、友納と多くの芸能プロダクションがあり、新人発掘のライブが頻繁に行われている東京で暮らした方が良いのではないかと考えるようになった。そこで、3年間所属した福岡吉本を退所し、26歳の時に上京。当時は矢野ぺぺ（パラシュート部隊）を含めた芸人仲間6人と中野区の6畳一間のアパートで共同生活を送っていた。

#### ホスト時代
ベイビーズ時代のヒロシは、「熊本弁の認知度を上げたい」という気持ちと、ヒロシや相方も日常生活がままならないほど方言訛りがひどく、標準語が話せなかったため熊本弁でキレ芸を展開していく。ライブ後のアンケートではいつも「何を言っているのかさっぱり分からない」と不評だった。最初は「観客が理解するようになればいい」と強気だったが、人気投票でいつも最下位だったことから危機感を覚え、徐々に標準語に直していった。ライブへの出演が続いていたある日、相方と一緒に受けたテレビ番組のオーディションにヒロシだけが合格した。その内容は建設現場のとび職の体験で足場の下に土佐犬が待っているというものだった。出番までの2か月間、その土佐犬の世話までさせられたが、出演料は2万5000円だった。仕事を終えて帰ると相方と温度差が生じたことから、コンビを解散。相方は地元福岡に帰った。コンビ解散後、生活費に困っていたところ、ライブに出ていた芸人仲間から「ホストは稼げるし、モテるぞ」と聞いた。後々それはその芸人が自分がモテると自慢したいがための嘘だったと判明するが、ヒロシは騙されて知り合いの知り合いの彼女の更に知り合いという遠いつてをたどり、歌舞伎町の小さな店で働き始めた。源氏名は「冴神 剣（さえがみ けん）」で、殺し文句は「あなたの心を一刺し」。面接で酒が飲めないと知らせていたにも関わらず採用されると毎晩大量の酒を飲まされ、飲まないと怒鳴られる、長時間労働で風呂も入らず仮眠をとっただけで出勤、高熱が出て仕事を休んでも罰金3万円を払わされるといった辛い日々が続いた。指名がほとんどなかったため、給料は月3万円程度で唯一の休みだった日曜日は、ホストより給与が高いコンビニのアルバイトをしていた。ホストクラブを辞めようとすると「代わりのホストを探せ」と脅され、逃げようとすると1日6万円で借用書を書かされ、取り立てに来られた。また、ホスト時代はホームレスになった。当時交際していた女性が二股をしており、ヤクザ風の男たちがヒロシが芸人仲間と共同生活をしていたアパートに押しかけてきた。身の危険を感じて窓から逃亡し、それ以降はそのアパートには戻らなかった（パラシュート部隊が自身の番組でヒロシのエピソードに触れている）。新しいアパートを借りる余裕もなかったため、ホストの客引きの時間に見知らぬ通行人に泊めてくれるように頼んだ。時々泊めてくれる人もいたが、何日もお金を払わずに居座ると追い出され、また新しい宿を探すという生活を続けていた。宿がなく二日酔い状態で意識が朦朧とし、路上で倒れているときに仲の良かったお笑いコンビのサンドウィッチマンに偶然発見され、介抱してもらったこともあった。ヒロシは後に、29歳から31歳までのこのホスト時代を「まさに生き地獄」だったと回想している。また、「ヒロシです」のネタでブレークした頃、よく「ホストキャラ」と呼ばれたが、ホスト時代に辛い経験をしていた為、そういわれるのが嫌で仕方なかったと明かしている。

#### 「ヒロシです」誕生とブレイク
ホスト時代、芸人に戻りたいと考えていたが、ライブやテレビ番組に出れば居場所を特定され連れ戻されるかもしれないという恐怖心を感じていた。心身ともに限界に達し、2003年の初日の出とともに誰にも告げずに荒尾市の実家に帰った。それから2か月間、実家に引きこもり、ひたすら大学ノートにネタを書き溜めた。幼い頃いじめられた経験、女性にモテなかった青春時代、ホストとしてお笑いができなかった悔しさなど様々な思いをネタにぶつけた。その時に生まれたのが「ヒロシです･･･」のネタであった。そのネタを山田一成（いつもここから）に見せに行ったところ、「いいじゃない!」と背中を押してくれた。「ヒロシ」という芸名は、フリーアナウンサーの生島ヒロシに由来する。たまたま家にあった雑誌の表紙に生島が写っており、「親しみやすい名前」だと思い採用した。早く「ヒロシです･･･」のネタを広めたいと思い、多くのライブに出演した。数人だけが極端に笑うという状況が続き不安になって山田に相談したところ「間違ってないんだから、そのままでいい」と助言され、路線を変えずに続けた。友人に借りてきたビデオカメラでネタを収録し、若手芸人の登竜門と言われていた『爆笑オンエアバトル』に送ったが、音沙汰もなかった。その後も早朝に起きてネタを作り、オーディションを多数受け月20本のライブ出演をこなし、深夜アルバイトをこなすという生活を送る。そんなある日、サンミュージックプロダクションから「うちで預かります」と声をかけられ、初めて正式に芸能事務所に所属した。それからまもなく『エンタの神様』に出演（キャッチコピーは「孤独な男のモノローグ」）、これが初の全国放送への出演となった。放送から数日後、どれだけ人気が出たか確かめようと吉祥寺で行われたライブの会場周辺を「ヒロシです」のBGMを流しながら何度も往復したが、誰にも気づかれず、1度全国番組に出ただけでは何も変わらないと思い知らされた。2004年、三宅裕司と同郷のくりぃむしちゅーが司会を務める『笑いの金メダル』に出演。当初は1回出演するだけの予定だったが、三宅とくりぃむしちゅーが気に入ってくれたため、その後何度か出演し、ブレイクのきっかけとなった。ブレイクする少し前、『あっぱれ!!さんま大教授』に美輪明宏の今一番気になる人としてゲスト出演した。美輪からは「誰にでも思い当たるようなことをネタにするセンスと、照明やポーズを含めた自己演出に秀でている。すごく頭がいい芸人」と称賛された。それからヒロシは美輪の大ファンとなり、彼の舞台を何度も見に行った。『笑いの金メダル』に出演してから3、4か月たった頃、給料が30万円振り込まれ、初めて売れた実感を得た。お金が貯まると家賃2万円の4畳半から渋谷にある家賃13万円の2LDKのアパートに引っ越した。荷物の搬入が終わり、近くの吉野家で牛丼を食べ終えて店を出ると週刊誌『女性自身』の記者に突撃取材を受けた。居場所が特定された恐怖心から動揺して人違いだと立ち去り、すぐに事務所に電話した。それからしばらくして「四畳半は卒業したとです…。2LDKピカピカのマンション新生活!」（2005年5月31日号）という見出しの記事がジーンズとスニーカー姿の写真付きで掲載された。これが、ヒロシの雑誌デビューとなった。2005年の『R-1ぐらんぷり』では、前回に引き続き2回目の決勝進出を果たした。決勝戦では、結果は6位だった。2005年の『第1回お笑い芸人歌がうまい王座決定戦スペシャル』で見事初代王者となり200万円と車を獲得した。
ヒロシがお笑い芸人を目指したのは、「女性にモテたい」というのが最大の理由だった。ブレイクしたとき、ライブ会場には出待ちの女性たちが何百人単位で詰め掛け、黄色い声援を飛ばした。「ヒロシ」と書かれたうちわを持ったファンもいた。ようやく訪れたモテ期だったが、人見知りの性格で話しかけられず、警備員に囲まれてそのままタクシーに乗せられるだけの日々が続いた。どうしても欲望に勝てなくなり、風俗店に通った。ある日、やっと購入した高級車ジャガーに乗って東京を代表する吉原の風俗店に行ったところ、それが『週刊女性』に「貧乏じゃなかとです…。白いジャガーで『ソープランド』」（2007年6月12日号）という題名で記事が掲載された。料金ほか、部屋の備品からヒロシの様子まで詳細が掲載され、ヒロシはとても恥ずかしい思いをしたが後にこれを「ヒロシです。彼女の名前を知りません。」とネタにしている。絶頂期は月収1000〜3000万円が1年ほど続き、最高月収は4000万円だった。ヒロシは炭鉱街出身だったため、贅沢が性に合わず、その当時にした贅沢は3万円のアパートから家賃48万円の家に引っ越し、高級車ジャガーを購入したくらいで、その他の稼ぎは全て風俗への利用につぎ込んだと言われている。ヒロシと旧知の仲であったサンドウィッチマンの伊達みきおがまだブレイク前で財布に碌に金がなくて既にブレイクしていたヒロシに小遣いを要求した際、ヒロシは5000円を渡したが「あげますけど、それでいいんですか?」と言い、伊達はこれに目が覚めて翌日ヒロシに貰った5000円札をそのまま返し、お笑いに精進しようと心に誓った。
売れても女性にモテないことや週刊誌による暴露的な報道、売れてから周囲の人間に「天狗になった」と陰口を叩かれるようになるなど様々な苦悩を経験したが、ブレイクして何よりもつらかったのは、各局の番組スタッフに嫌われたことだった。ヒロシは、思い当たる点がいくつもあると語っている。例えば、番組側が用意した「ヒロシです」のネタを披露するように言われたが自分の人生経験から生まれたこだわりのあるネタであったためそれを拒否したこと、大して面白い話も出来ないのに出演料を貰うのは申し訳ないという意味から「もうひな壇には出たくない」と発言したことなどである。いずれもコミュニケーション不足が招いた誤解だった。さらに極度のあがり症だった点もヒロシを追い詰めた。テレビ番組の収録がある時には、吐き気がして前日から眠れず、テレビ局に近づくと体が震え出した。楽屋で有名タレントに会っても緊張して話せず、収録中は意識が朦朧として、共演者が何を言っているのか、半分以上理解できない状況が続いた。ヒロシは幼い頃からあがり症ではあったが、「ここぞ」というときには力を発揮できるタイプで、テレビ出演を続ければ慣れると思っていたが一向に慣れなかった。精神的に限界を感じ、ブレイクから約5年後、ヒロシは事務所に「もうテレビに出ません」と伝えた。自分から断ったとはいえ仕事が減り、悩んでいたころ、4年ぶりに仕事で会った美輪明宏に「待つのも仕事なのよ」という言葉をかけられた。美輪はその後、ヒロシが2008年に発表した自叙伝「沈黙の轍 ずんだれ少年と恋心」の帯に推薦文を書いてくれた。ヒロシが一発屋と呼ばれ始めていた時期の上に金にはならない仕事であり、大物の美輪に頼むのは図々しいと思っていたが、美輪は快く引き受けてくれたという。

#### 低迷期
事務所に「テレビに出ません」と宣言後、仕事は激減した。ただし貯金や営業、インターネットテレビ番組への出演などで生活できる程度のお金はあったため、沖縄県に旅行に行ったり、釣りを嗜んだり、寂しさを紛らわすためにガーデニングを始めるなどヒロシ曰く「早めの老後のような生活」を送っていた。2009年11月、古巣の『エンタの神様』に久々に自虐ネタで笑いを取り、復活かと話題になったが、番組自体が2010年に終了。2010年には収入が全くない時期が3、4か月あり、事務所から給与明細すら届かなかった。生活のために違う仕事をしようと思ったが顔が知られているため、アルバイト探しも大変であった。売れなくなった一発屋芸人がアルバイトをしているとなめられる場面が容易に想像できたためである。人に会わなくて済むだろうと思い長距離トラックの運転手を目指そうと思ったが、荷物の積み下ろしで人と会うのが怖くて断念。ラブホテルのシーツ替えのアルバイトの面接に行ったが、2人1組での仕事だと聞き、働いていることをばらされたり、偶然友達と会って気まずい思いをするのを恐れて断念。元々田舎暮らしが好きだったため、田舎で農作業をやろうと考えたが、田舎ならではの濃厚な人間関係の中に「ヒロシ」が登場することで訪れる騒ぎを恐れて断念した。
ブレイクから6年後、ある日の真夜中、途方に暮れ18階の自宅マンションのベランダから飛び降り自殺をしようとした。眠れない夜が続き、今までに感じたこともない不安感に襲われた。1人で家にいるのが怖くて外に出ようとしたがエレベーターに乗るのが怖く、「人がいればいい」とコンビニに行ってみたが、さらに恐怖感が増した。そんな時、自宅マンションのベランダに行き、「このまま死ねるな」とビルから飛び降りることだけは怖くないという今まで味わったことのない感覚になった。「このままだと危ない」と突然、我に返り福岡吉本の同期だったひでき（たかしひでき）に電話をかけた。ひできはすぐに駆けつけてくれ話を聞いてくれたが、ヒロシは「ひできにも嫌われたらどうしよう」と、ひできにさえおびえてしまうという異常な事態だった。その翌日は雑誌のインタビューがあり、自分で車を運転して現場に向かったが、トンネルに入った途端、再び恐怖に襲われ、車を置いて飛び出したくなる恐怖に苛まれた。生命の危険を感じ病院の精神科を受診したところ、パニック障害と診断された。医師からは「趣味を見つけなさい」と助言された。抵抗があった薬物治療も受けた。
そんなとき、事務所からマネージャーの佐方麻緒を紹介された。佐方に「ライブ、やったほうがいいですよ」と助言され、しばらくは気力がなかったため断っていたが、会うたびに誘ってくれ、少しずつ気力を取り戻していった。2010年11月、『森田一義アワー 笑っていいとも!』のコーナー「笑いニートを救え!ギャグマーケット」に出演。同番組への出演は6年ぶりで、名前が紹介されると出演者や観客は騒然となったが、ネタでは大きな笑いを取りコーナー進行役のさまぁ〜ずにも絶賛された。2011年、以前からお世話になっていた放送作家の高田文夫が主催するお笑いライブに出演し、テレビに出ていない間に考えた「ヒロシです」のネタを披露したところ、ライブに来ていた出版社スタッフにネタ本の出版を持ち掛けられた。ヒロシは何度も断ったが、スタッフの熱意に押され、2011年5月に東邦出版より『ヒロシです。華も嵐ものり越えて』を発表。このネタ本の影響か大きな仕事の依頼が次々に舞い込んだ。そのうちの1つが日本テレビのバラエティー『しゃべくり007』である。テレビ番組で共演する大物芸人たちもネタで笑ってくれ、笑いを取るという快感を思い出し、徐々にやる気を取り戻した。2011年にサントリーのBOSSのテレビコマーシャルに起用され、池脇千鶴の恋人役を演じたが、東日本大震災が発生し、テレビコマーシャルが自粛された時期だったため、あまり放映されなかった。2013年11月、新宿シアターモリエールで8年ぶりとなる単独ライブ「泥水」を行った。

#### 2015年 - 現在：ソロキャンプYouTuberとして再ブレイク
2015年6月、バラエティ番組『しくじり先生 俺みたいになるな!!』に出演。「極度の人見知りなのに芸能界に入ってしまった先生」として登場し、2004年から2005年のブレイクから仕事を失い、今に至るまでの話を語った。番組の終わりには、教訓として「しくじっても信念があれば、その先に幸せが待っている」と伝えた。番組の評判は良く、トークの面白さを評価する声がヒロシに届いた。9月、ヒロシの名言を集めた日めくりカレンダー「まいにち、ネガティブ。」を発売し、10万部以上のヒットを記録。2016年3月、11年ぶりに『徹子の部屋』に出演。この頃からテレビ番組の仕事が徐々に増えていった。2016年11月、カレンダー『今日のネガティブ。』を発売。
2015年にYouTubeチャンネル「ヒロシちゃんねる」を開設。かねてから趣味にしていたソロキャンプを扱った動画を投稿したところ、キャンプファンの間で人気が広がり、再ブレイクを果たした。ソロキャンプの魅力は、「なんといっても、圧倒的な自由さ」だと語る。2018年12月には、自分の著書『働き方1.9 君も好きなことだけして生きていける』（講談社）を発売。2020年、初のキャンプ本『ヒロシのソロキャンプ～自分で見つけるキャンプの流儀～』（学研）を出版。同年の新語・流行語大賞のトップテンに「ソロキャンプ」が選出された際には、受賞者として表彰式に出席した。「『ソロキャンプ』が選ばれていて、別にヒロシが選ばれているわけではないけど、ソロキャンプの代表として呼んでいただけた。感謝しております」とコメントした。
2021年現在も続く「キャンプブーム」の先駆け的存在でもあり、キャンプユーザーの男女1000人を対象としたアンケートでは「キャンプを教わってみたい著名人」「アウトドアグッズを買う上で参考にしている映像コンテンツ」で大差をつけて第一位となっている。テレビドラマ版『ゆるキャン△』にも、キャンプの達人の立ち位置でゲスト出演をしている。
自身の動画にも頻繁に登場する愛車「スズキ・ジムニー」も回を追うごとにカスタムが施されて行っており、ジムニー愛好家である「ジムニスト」からの評価も高い。

### 俳優業
『タイガー＆ドラゴン』（TBS系）で元ミュージシャン役として初出演。2005年1月に放送されたスペシャル版と、連続ドラマ版の第7話に登場。その後、同年の『FNS ALLSTARS あっつい25時間テレビやっぱ楽しくなければテレビじゃないもん!』（フジテレビ系）枠内で放映された「THE WAVE!」に編成部員役で出演している。このドラマで主役を演じた明石家さんまは、いつものネタの時のヒロシとキャラクターが同じで、笑いをこらえて演技しなければならないのが困る、と述べた。
2006年、『青春★ENERGY』で連続ドラマ初出演。2007年に公開された映画『転校生 さよならあなた』（大林宣彦監督）で映画俳優デビューを果たす。その後『22才の別れ Lycoris 葉見ず花見ず物語』（大林宣彦監督）にも出演。いずれも本名の斉藤（戸籍名は旧字の「齊藤」）健一で出演している。彼のファンである大林が出演を依頼したという。また、『転校生』で医大生を演じる際、上京して以来ずっと金髪だった髪を8年ぶりに黒に染色したが、金髪に戻している。
2011年、土田英生演出による『バッド・アフタヌーン』にて舞台初主演。同年、日本テレビの『しゃべくり007』出演を機にメディアの露出が再び増え始める。
山田一成（いつもここから）、今泉稔（18KIN）、世界のうめざわと「ハートせつなく」というバンドを結成していた。バンド名は「いつもここから」のコンビ名が決まる前に、候補に上がっていた名前が由来。原由子の楽曲に同名のものがある。現在は活動停止している。現在ではパンクバンド「MARMALADE」にベーシストとして参加（ドラムは世界のうめざわ）。JAPANESE PUNK界の大御所COBRAやSAとの共演他コンスタントに東京都内中心にライブ活動をしている。

### その他
2015年6月、カフェ＆カラオケ喫茶「ヒロシのお店」を開いた。個人事務所ヒロシ・コーポレーションを設立したが、店はその事務所も兼ねている。
2018年8月には「ヒロシのお店」を改装し、カフェ「FOREST COFFEE」を開店する。
2018年11月1日、ヴィジュアル系パンク・ロックバンドかまいたちの元ボーカル・SCEANAのバースデーライブ「SCEANA 生誕祭『Fxxk Off』」にベーシストとして出演。セッションバンドで憧れであったかまいたちの楽曲を本人達と共に演奏。
2020年3月17日放送のNHKラジオR1『ごごラジ!』にて、ソロキャンプをするため、関東近郊の山林3000平方メートル（1000坪）を購入したことを明らかにした。
2021年4月23日、『SWITCHインタビュー 達人達』（Eテレ）に出演。高校時代から憧れていた“神様”、櫻井敦司（BUCK-TICK）との対談に興じた。対談はヒロシが櫻井に宛てた手紙がきっかけで実現。手紙には「神様がいるなら櫻井さんみたいなビジュアルなんだろうなと思ったりします」と書かれていた。
2021年前半、自身が購入した中古の一軒家を、後輩でもあるバッドボーイズの佐田正樹が率いる「佐田工務店」にリノベーションを依頼した。一連の様子は佐田正樹のYouTubeチャンネルでシリーズ化され公開されている。

## 芸風
自身の日常や失敗談を題材とする、いわゆる自虐ネタを得意とする。基本的なスタイルは、ポケットに手を突っ込み上目使いで「ヒロシです」と名乗ってから、うつむきつつ九州弁（詳しく言えば、肥筑方言の「 - とです。」）でネタを言って笑いをとる、というもの。この時、ラテン音楽のスローナンバーやブルースがBGMとして流れる（主にペピーノ・ガリアルディの「ガラスの部屋」("Che Vuole Questa Musica Stasera") が使われる）。「ヒロシです」が3回以上繰り返される事でネタは終了する。「一発屋」と呼ばれることが多いため、近年は「給料が少なくなった」「熱烈なファンレターがパッタリ途絶えた」「テレビに出る機会が減った」などの売れなくなったネタが定番となっている。「ヒロシちゃん、あんなにテレビに出まくっていたのに、いっさい出なくなってやったぜ、ワイルドだろ?」や「安心してください、生きてますよ」など、その時の流行りの芸人の持ちネタのパロディーで、売れなくなったことをネタにすることもある。
ネタの時に音楽を流すという手法は、尊敬するいつもここからに影響を受けたものである。彼らが「悲しいとき」のネタでBGMとして使用していたカノンが好きだったため、自身のネタにも音楽を付けたいと考え、近所のTSUTAYAに行き、クラシック音楽や映画音楽などのCDを5、6枚選び、その中から他よりも哀しい雰囲気が圧倒的に良かった「ガラスの部屋」を採用した。同曲がイタリア語で失恋の歌と知ったのはそれからしばらく経ってからだった。
「ヒロシです」の「ヒロシ」のアクセントは、初期は平板型であったが、途中から頭高型に変えている。また、日常的には共通語を話し、なまりはないものの、方言を使うことで下に見られてかわいげが出るのではないかという計算があったと語っている。
テレビでネタを放送するときには、必ず、音楽番組におけるソロ・アーティストのようなディゾルブを多用したカメラワークを用いられるが、これは2003年秋からほぼ毎月ライブ出演していた『お笑いCDTV』（TBS、 - 2004年秋）のカメラマンが開発したもので、それ以降、各局で用いられるようになった。『お笑いCDTV』は、ヒロシがテレビで初めてネタを披露した番組でもある。

## 作品

### 書籍
- ヒロシです。（2004年9月22日、扶桑社より発売、ISBN 4594047998）

発行部数30万部を突破。
- ヒロシです。②（2005年4月16日、扶桑社より発売、ISBN 4594049125）

8日で発行部数12万部を突破。
- 沈黙の轍 ずんだれ少年と恋心 （2008年4月、ジュリアンより発売、ISBN 978-4902584660）

三井三池炭鉱の炭鉱夫だった父との思い出や、1970年代から1980年代の少年時代の思い出を赤裸々につづった自叙伝。
- ヒロシです。華も嵐ものり越えて（2011年5月19日、東邦出版より発売、ISBN 978-4809409479）

6年振りのネタ本。表紙の絵もヒロシが描いた。
- 「モテない人」と「仕事がない人」の習慣 - ダメ男、38のエピソード -（2016年4月26日、バジリコより発売、ISBN 978-4862382306）[55]

ヒロシの半生を余す事無く紹介した38のエピソードを収録。イラストにヒロシがファンと公言している小田原ドラゴンが参加している。
- ネガティブに生きる。ヒロシの自虐的幸福論（2016年11月26日、大和書房より発売）[56]
- 働き方1.9 君も好きなことだけして生きていける（2018年12月6日、講談社より発売）[57]
- ひとりで生きていく（2019年11月1日、廣済堂出版より発売）
- ヒロシのソロキャンプ ～自分で見つけるキャンプの流儀～（2020年8月6日、学研プラスより発売）
- 大人のソロキャンプ入門（2022年4月6日、ソフトバンククリエイティブより発売。ISBN：978-4-8156-1461-4）
- ヒロシのひとりキャンプのすすめ 公式本（ヒロシと熊本朝日放送者の共同著書、2022年11月10日に学研プラスから発売。ISBN：978-4058019122）

### 連載
- 恋愛酒場　泣きっ面にヒロシ（ザッパラス）
- スーパー・スージー
- GARVY

### CD
- ガラスの部屋〜ヒロシが選ぶ哀愁のヨーロピアン・ミュージック〜（2007年10月24日、キングレコード） - 「ヒロシです…」ネタのBGMとして一貫して使用しているペピーノ・ガリアルディの「ガラスの部屋」などを収録している。

### DVD
- ヒロシ会（2005年3月12日、ユニバーサルミュージック）
- ドキュメンタリー オブ ヒロシ〜空白の1500日〜（2011年11月23日、コンテンツリーグ）

### その他作品
- ヒロシの日めくり「まいにち、ネガティブ。」（2015年9月6日、自由国民社）[58]
- ヒロシの日めくり「今日のネガティブ。」

## 出演

### テレビ番組

#### 現在の出演番組
- ヒロシのぼっちキャンプ Season10（2024年10月2日 - 放送中、BS-TBS）
- ヒロシのひとりキャンプのすすめ（2020年 - 放送中、熊本朝日放送） - 情報番組の『5ch（ファイブチャンネル）』の番組内で放送していた不定期企画から独立して単独番組化。

#### 過去の出演番組
- お笑いCDTV（TBS） - U-CDTVコーナー準レギュラー
- 爆笑オンエアバトル（NHK総合） - 戦績2勝0敗 最高409KB
- ダウンタウンのごっつええ感じ（1997年5月11日、フジテレビ） -  「第1回紅白若手お笑いリアクション大合戦!!」 福岡吉本時代に出演
- 爆笑レッドカーペット（フジテレビ） - キャッチコピーは「自虐の貴公子」
- 朝は楽しく!スマイルサプリメント（テレビ東京、毎週月曜）
- ピィース!（テレビ西日本）
- 笑いの金メダル（ABCテレビ）
- エンタの神様（日本テレビ） - キャッチコピーは「孤独な男のモノローグ」→「熊本出身の孤独な芸人」
- 旅の香り 時の遊び→旅の香り（2005年6月 - 2007年9月、テレビ朝日）
- ヒロシ釣り紀行（2011年、テレ朝チャンネル）
- 銀玉王・関東版（tvk、テレ玉、チバテレビ）
- 内村さまぁ〜ず（2012年8月1日、内さま.com）
- ごきげん!ブランニュ（2013年3月、ABCテレビ）
- フィッシング倶楽部（テレビ埼玉）
- ヒロシのいい旅★耳紀行〜日本はヒロシ!?〜（北陸放送、山梨放送、ぎふチャン 他）
- ホムカミ〜ニッポン大好き外国人 世界の村に里帰り〜（毎日放送、TBS）
- ヒロシのぼっちキャンプ （BS-TBS）
  - Season1（2018年7月4日 - 11月26日）
  - Season2（2020年10月6日 - 2021年3月23日）
  - Season3（2021年4月6日 - 9月28日）
  - Season4（2021年10月6日 - 2022年3月30日）
  - Season5（2022年4月13日 - 9月28日）
  - Season6（2022年10月19日 - 2023年3月22日）
  - Season7（2023年4月5日 - 9月27日）
  - Season8（2023年10月18日 - 2024年3月27日）
  - Season9（2024年4月10日 - 9月25日）
- くまパワJ（熊本朝日放送） - 火曜準レギュラー
- ヒロシとベアーズ島田キャンプの凄camp（2019年、静岡朝日テレビ）
- 5ch（ファイブチャンネル）（2017年10月7日 - 2020年2月1日、熊本朝日放送） - 不定期コーナー「ヒロシのひとりキャンプのすすめ」の進行役
- 笑点（日本テレビ） - 演芸コーナーに不定期出演
- ヒロシと愉快な仲間たち～焚火会inくまもと～（2020年・2021年・2022年・2023年の毎年1月、熊本朝日放送） - 焚火会（「ヒロシのひとりキャンプのすすめ」）の特番
- ヒロシの信濃大町よくばりキャンプ（2020年、長野朝日放送）
- 迷宮グルメ 異郷の駅前食堂（2018年 - 2022年9月29日、BS朝日） - レギュラー
- ヒロシの単車放浪記（2023年9月3日、10日、BS日テレ）
- ヒロシの心霊キャンプ（2024年10月10日 - 31日、BS日テレ）
- ヒロシと愉快な仲間たち ザ・ゴールデン in 台湾（2025年4月16日）- 同年1月2日放送のヒロシのひとりキャンプのすすめ年始特番「ヒロシのひとりキャンプのすすめSP2025 in 台湾」のスピンオフ番組

### ラジオ
- サタデーホットリクエスト（2005年4月 - 2010年3月、NHK-FM）
- ヒロシドッグプレス（2006年10月 - 2007年3月27日、文化放送制作・NRN系列）
- とことん○○ 教科書に載っているポップス（2012年3月、NHK-FM）
- 聴くディラン（静岡放送）　- 火曜レギュラー

### Web配信番組
- ヒロシのわくわく放送局（DMM.com）
- ヒロシと小明のムーンライトニッポン（-2014年、ニコジョッキー）月1
- ヒロシチャンネル（YouTube）　- 公式チャンネルにて、自ら撮影・編集したキャンプ動画を主にアップしている。登録者数50万人突破。

### テレビドラマ
- タイガー&ドラゴン（TBS）
- THE WAVE!（2005年7月23日 - 24日、フジテレビ）
- 零のかなたへ〜THE WINDS OF GOD〜（2005年、テレビ朝日）
- 青春★ENERGY ダンドリ娘（2006年、フジテレビ）
- イヌゴエ（2006年10月 - 12月、独立U局共同製作） - ペス（犬）の声
- 翼の折れた天使たち 第2夜（2007年、フジテレビ）
- MAGISTER NEGI MAGI 魔法先生ネギま!（2007年10月 - 2008年3月、テレビ東京） - 高畑・T・タカミチ 役
- サンシャイン デイズ（テレビ神奈川） - 神宮寺智彦 役
- 土曜ワイド劇場『タクシードライバーの推理日誌23』（2007年、テレビ朝日） - 井上レイジ 役
- 水曜ミステリー9『篝警部補の事件簿4』（2008年、テレビ東京） - 鮎川亮 役
- 土曜ワイド劇場『天才刑事・野呂盆六(2)』（2008年、朝日放送） - 警官 役
- 水曜ミステリー9『動物病院 彩子の事件カルテ』（2009年、テレビ東京） - 寺本章次 役
- ハンチョウ〜神南署安積班〜（2009年4月13日、TBS） - 白咲 役
- ドラマ8・ゴーストフレンズ 第7回（2009年5月21日、NHK総合）
- 土曜ワイド劇場『天才刑事・野呂盆六(4)』（2009年7月18日、朝日放送） - 片車刑事 役
- 月曜ゴールデン『警視庁南平班〜七人の刑事〜3』（2011年5月16日、TBS） - 藤沢尚樹 役
- 大!天才てれびくん『便利屋ゴエイ』（2013年、NHK Eテレ） - 御衛平次 役
- 金曜ドラマ『天誅〜闇の仕置人〜』第6話（2014年2月28日、フジテレビ） - ヒロシ 役
- 月曜名作劇場『駅弁刑事・神保徳之助10』（2016年5月2日、TBS） - 百瀬次郎 役
- ゆるキャン△（2020年1月24日、2月28日、3月20日、テレビ東京） - ヒロシ（本人） 役
- 家政夫のミタゾノ 第6シリーズ 第7話（2023年11月21日、テレビ朝日）[59][60]
- ヒロシの心霊キャンプ（2024年10月10日 - 31日、BS日テレ） - 主演・ヒロシ（本人） 役[61]

### 映画
- 転校生 -さよなら あなた-（2007年）
- 22才の別れ Lycoris 葉見ず花見ず物語（2007年）
- イキガミ（2008年） - ウェイター 役
- その日のまえに（2008年）
- イエスタデイズ（2008年）
- よなよなペンギン（2009年、マッドハウス） - （声優）デビル 役
- Wonderful World（2010年6月19日） - 野間文夫 役
- 女心と秋の空〜ふしだらな子猫〜（2010年）- 戸田代作 役
- フェルメールの憂鬱（2012年）

### Vシネマ
- 仮面ライダーW超バトルDVD 丼のα/さらば愛しのレシピよ（2010年） - 相田伊三 / 親子丼・ドーパント（声）役
- 実録マフィアンヤクザIII BADWORLD（2011年） - 悪徳弁護士グループ 役
- ピストル楊3 Once Upon A Time（2013年） - ダニー・パイ（台湾マフィア「天神盟」責任者） 役
- むこうぶち12 高レート裏麻雀列伝 付け馬（2015年、オールインエンタテインメント） - 郷原（付け馬） 役
- 破門組（2015年） - 市原会組員 東辰雄 役
- 実録マフィアンヤクザXI COSMETIC ROYAL（2017年） - 不動産業者 役
- 日本統一35（2019年） - ヤクザ 役

### 舞台
- 「錦鯉NISHIKIGOI」（2006年11月3日 - 5日：北九州芸術劇場、2006年11月7日・8日：イオン化粧品 シアターBRAVA!、2006年11月14日 - 23日：天王洲 銀河劇場） - 吉田 役 ※作品プロデュース担当
- 「反逆児」（2009年11月、大阪松竹座）
- 「バッド・アフタヌーン」（2011年7月13日 - 21日、赤坂レッドシアター）

### ゲーム
- デュエル・マスターズ プレイス（2020年、ボルシャック・スピード・ドラゴンの声）

### CM・広告
- 紳士服のフタタ（九州限定）
- So-net ヒロシの100万円が当たるキャンペーン
- 関西求人情報「D.S.J」（関西限定）
- Soweluのセカンドアルバム『SWEET BRIDGE』
- 総合アミューズメント ラウンドワン（初期は画面に登場）
- 資生堂「uno」
- NTTドコモ「エリアがヒロシです」
- 映画ウォーターズ（ナレーション）
- NTTコミュニケーションズ「ヒロシの050IP電話劇場」（Webドラマ）
- アコム
- エプソンカラリオ「PM-T990」 ※出演番組『旅の香り』内限定CM。
- トヨタレンタリース「ウェルキャブ」 ※出演番組『旅の香り』内限定CM。
- ミスタードーナツ（2008年3月 - ）玉木宏バージョンに出演
- サントリーBOSS レインボーマウンテンブレンド「駅員篇」（2011年4月 - ）
- ケータイ懸賞なび（2011年9月 - ）
- トヨタレンタカー 燃費トライアル（2012年10月）猫ひろしほかと共演
- ヒルコ（融雪機メーカー） 企業CM （2013年）北海道限定
- クレーンゲーム「トレバ」
- MJパチンコ（2012年ｰ現在） ※九州限定　ベイビーズ時代の相方が現在MJで働いており、CMでもそのことをネタにしている
- 赤城乳業「ガツンとみかん」
- 大塚食品 シンビーノ ジャワティ（2019年5月 - ） イメージキャラクター。「ヒロシちゃんねる」でコンセプト動画を配信
- ジキニン（2019年10月）※WEBのみ
- ネッツトヨタ熊本※熊本限定（TV）。YouTubeでも配信中。
- ワンホーム※新潟限定
- くまさんの輝き※熊本限定
- クラフト※名古屋限定
- SBIネオトレード証券「ヒロシ編」（2021年10月 - ）
- freee 起業時代（2022年1月 - ）[62]
- Y!mobile（2023年6月 - ）「ソロキャンプ テント前篇」「熱湯風呂篇」（出川哲朗、小池栄子、芦田愛菜）と共演。
- 株式会社インターファーム「カチエックス」（2024年2月 - ）[63]
- 東洋水産 マルちゃん赤いきつねと緑のたぬき（2024年10月1日 - 11月29日） ※武田鉄矢と共演

### ポスター
- 厚生労働省・労働紛争トラブル相談告知ポスター（キャッチコピーは、「ヒロシです。悩んでるだけでは、いかんとです」。全国の労働基準監督署やハローワーク（公共職業安定所）などに掲示されている）